# テニソン男爵
テニソン男爵（テニソンだんしゃく、英語: Baron Tennyson）は、連合王国貴族の男爵位。
1884年に詩人アルフレッド・テニソンが叙されたのに始まる。

## 歴史

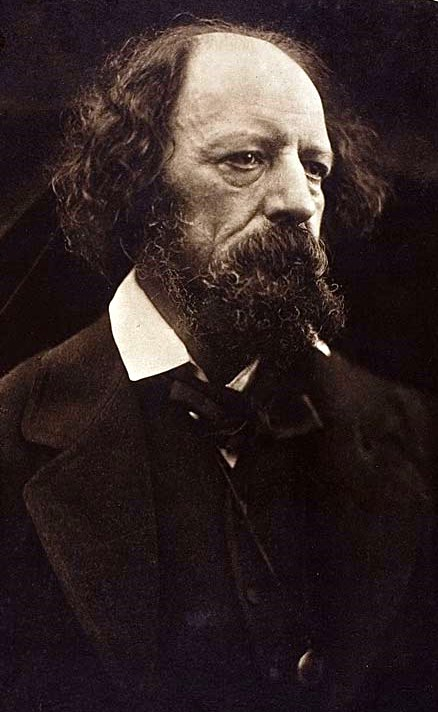
初代テニソン男爵アルフレッド・テニソン

詩人アルフレッド・テニソン(1809-1892)は、17年にわたって推敲したアーサー・ハルムを追悼する長詩『イン・メモリアム』を1850年に発表し、桂冠詩人の称号を得た。その後もバラクラヴァの戦いでのイギリス軽騎兵の突撃を描いた『軽騎兵の突撃』やアーサー王伝説を描いた『王の牧歌』、妻の幸せを願って死にゆく水夫を描いた『イノック・アーデン』などの詩を発表した。そして1884年1月24日の勅許状で連合王国貴族サセックス州アルドワース及びワイト島フレッシュウォーターのテニソン男爵（Baron Tennyson, of Aldworth in the County of Sussex and of Freshwater in the Isle of Wight)に叙せられた。
初代男爵の死後、その長男であるハラム・テニソン(1852–1928)が2代男爵を継承した。彼は1902年から1904年にかけてオーストラリア総督を務めた。
2代男爵の死後はその長男であるライオネル・テニソン(1889–1951)が3代男爵、彼の死後はその長男ハロルド・クリストファー・テニソン(1919–1991)が4代男爵を継承した。
子供がない4代男爵が死去すると弟（3代男爵の次男）のマーク・オーブリー・テニソン(1920–2006)が5代男爵を継承したが、彼にも子供がないため、彼の死後には初代男爵に遡った分流（初代男爵の次男ライオネルの曽孫）にあたるデイヴィッド・ハロルド・アレグザンダー・テニソン(1960-)が6代男爵を継承した。彼が2016年現在の当主である。

## テニソン男爵 (1884年)
- 初代テニソン男爵アルフレッド・テニソン (1809–1892)
- 2代テニソン男爵ハラム・テニソン（英語版） (1852–1928), 初代男爵の長男
- 3代テニソン男爵ライオネル・ハラム・テニソン（英語版） (1889–1951), 2代男爵の長男
- 4代テニソン男爵ハロルド・クリストファー・テニソン（英語版） (1919–1991), 3代男爵の長男
- 5代テニソン男爵マーク・オーブリー・テニソン（英語版） (1920–2006), 3代男爵の次男
- 6代テニソン男爵デイヴィッド・ハロルド・アレグザンダー・テニソン（英語版） (1960-), 初代男爵の次男ライオネルの曽孫
  - 推定相続人は現当主の兄弟アラン・ジェイムズ・ドラモンド・テニソン (1965-)